# و سپس لولا آمد
و سپس لولا آمد (انگلیسی: And Then Came Lola) فیلمی در سبک کمدی-درام به نویسندگی و کارگردانی الن سایدلر و مگان سایلر محصول سال ۲۰۰۹ است.

## انتشار
نمایش نخست فیلم در ۱۹ ژوئن ۲۰۰۹ در جشنواره فیلم ال‌جی‌بی‌تی فریم‌لاین سان فرانسیسکو بود و سپس در بیش از صد جشنوراه دیگر نیز پخش شد.